# الانتحار في الكاميرون
زاد الانتحار في الكاميرون بسرعة في السنوات العشر من عام 2002 إلى عام 2012, على الرغم من أن مسؤولي الصحة واجهوا تحديات في تجميع الإحصاءات الرسمية لأن الانتحار يعتبر من المحرمات في معظم أنحاء إفريقيا. يمكن قياس اتجاهات الانتحار في المجتمع الكاميروني على أنها مشكلة في الدول النامية بسبب آليات العلاقات الاجتماعية والثقافية والأسرية. على الرغم من عدم توفر بيانات حكومية حول أسباب الانتحار في الكاميرون, فقد كان الاكتئاب من الأسباب الموثقة فيما يتعلق بحقوق التنشئة الأفريقية التقليدية والمخاوف بشأن الإصابة بفيروس نقص المناعة البشرية / الإيدز.
بموجب القانون الكاميروني, فإن الانتحار في حد ذاته ليس أمرًا غير قانوني, كما هو الحال بالنسبة للإبلاغ عن حالة انتحار في وسائل الإعلام, إلا أن نشر انتحار قاصر يعتبر جريمة. العلاج الحكومي للاضطرابات الفسيولوجية المتعلقة بالانتحار يفتقر بشدة إلى التمويل. وفقًا لمنظمة الصحة العالمية, لم يكن هناك سوى مستشفيين للأمراض النفسية و 115 سريرًا فقط في هذه المستشفيات من أصل 19.9 مليون نسمة. ليس لدى الكاميرون خطة للصحة العقلية, وليس لديها سياسة في حد ذاتها.
نفذت وزارة الصحة دراسة لمدة 9 سنوات في منطقة غيديوغيس الصحية بين عامي 1999 و 2008, وهي مقاطعة ريفية في شمال البلاد. كانت طريقة الانتحار الأكثر استخدامًا في المنطقة هي تناول المواد الكيميائية الزراعية السامة, ويعزى السبب الرئيسي لحالات الانتحار بشكل رئيسي إلى المرض المزمن المستمر (31.9٪), والصراعات الجنسية والزوجية (25.5٪), والسحر (14.9٪), والأمور المالية. المشاكل (8.5٪) هي السبب في حالات أخرى. وخلصت الدراسة إلى أن الانتحار في ريف الكاميرون ليس بالأمر غير المعتاد وأن خدمات الصحة العقلية في ريف الكاميرون غير موجودة فعليًا.